# Jolo, Sulu
Jolo je drugoklasna općina, glavni grad pokrajine Sulu, Filipini. Po popisu stanovništva iz 2000., u Jolu živi 87 998 stanovnika u 12 814 kućanstava.
Jolo je bio centar vlade Sultanata Sulu U to vrijeme Manila (danas glavni grad Filipina) je bila jedva mali grad, a Jolo već razvijen velegrad. Grad je smješten na istoimenom otoku.
Jolo je politički podijeljen u 8 četvrti.
Aktualni gradonačelnik je Husein Amin.